# Hazel Court
Hazel Court (Sutton Coldfield, 10 februari 1926 – nabij Lake Tahoe, 15 april 2008) was een Brits actrice.

## Levensloop en carrière
Hazel Court werd geboren in 1926 in Engeland. In 1944 begon ze haar filmcarrière in de film Champagnie Charlie. In de jaren 50 begon ze met het spelen in horrorfilms. Ze speelde onder meer met Christopher Lee, Vincent Price en Ray Milland. Haar bekendste rollen speelde ze begin jaren 60 in The Premature Burial, The Raven en The Masque of the Red Death. In 1981 speelde ze een kleine rol in Omen III: The Final Conflict.
Court was van 1949 tot 1963 gehuwd met acteur Dermot Walsh. In datzelfde jaar hertrouwde ze met Don Taylor. De twee bleven samen tot zijn dood in 1998. Court overleed in 2008 op 82-jarige leeftijd.
- Bibsys: 3026238
- Biblioteca Nacional de España: XX4660647
- Bibliothèque nationale de France: cb14166992j (data)
- Catàleg d'autoritats de noms i títols de Catalunya: 981058519210706706
- Gemeinsame Normdatei: 134204174
- International Standard Name Identifier: 0000 0001 1566 7383
- Library of Congress Control Number: nr99027551
- Nationale Bibliotheek van Tsjechië: js20081129001
- Système universitaire de documentation: 08552204X
- Virtual International Authority File: 34666752
- WorldCat: E39PBJy8pxhK8fb7f8RT8vmTpP